# Heisteria pentandra
Heisteria pentandra là một loài thực vật có hoa trong họ Olacaceae. Loài này được (Benth. ex Reissek) Engl. mô tả khoa học đầu tiên năm 1872.